# Liste der Monuments historiques in Maligny (Côte-d’Or)
Die Liste der Monuments historiques in Maligny führt die Monuments historiques in der französischen Gemeinde Maligny auf.

## Liste der Objekte
| Bezeichnung                          | Beschreibung                                                       | Standort              | Kennzeichnung | Schutzstatus | Datum | Bild |
| ------------------------------------ | ------------------------------------------------------------------ | --------------------- | ------------- | ------------ | ----- | ---- |
| Skulptur Madonna mit Kind (1)        | Stein, farbig gefasst, 17. Jahrhundert; mit „Ste-Anne“ beschriftet | in der Kapelle (Lage) | PM21003376    | Inscrit      | 1972  |      |
| Skulptur Madonna mit Kind (2)        | Stein, farbig gefasst, 18. Jahrhundert                             | in der Kapelle (Lage) | PM21003377    | Inscrit      | 1972  |      |
| Skulptur Petrus im päpstlichen Ornat | Stein, farbig gefasst, 16. Jahrhundert; mit „St-Denis“ beschriftet | in der Kapelle (Lage) | PM21003378    | Inscrit      | 1972  |      |